# Jalmenus parvus
Jalmenus parvus är en fjärilsart som beskrevs av Burns 1952. Jalmenus parvus ingår i släktet Jalmenus och familjen juvelvingar. Inga underarter finns listade i Catalogue of Life.